# إد غريغوري
إد غريغوري (بالإنجليزية: Ed Gregory)‏ هو مدرب كرة سلة أمريكي، ولد في 28 أكتوبر 1931 في ممفيس في الولايات المتحدة.

## روابط خارجية
- إد غريغوري على موقع سبورتس رفرنس (الإنجليزية)
- إد غريغوري على موقع كلية كرة السلة في سبورتس رفرنس.كوم (الإنجليزية)